# Reluire la plotte
Reluire la plotte (Taming Strange en VO) est le cinquième épisode de la dix-septième saison de la série télévisée d'animation américaine South Park et le 242e épisode de la série globale.

## Résumé
L'école de South Park a investi et passe au numérique. M. Mackey montre le nouveau système Intellilink aux élèves, supposé les aider à prendre rendez-vous avec lui ou l'infirmière scolaire par exemple. Mais le programme est buggé, et rien ne marche correctement.
Dans le même temps, Kyle doit gérer la puberté très précoce de son petit frère Ike, qui est de plus en plus malpoli. Il consulte M. Mackey pour savoir quoi faire, mais ce dernier estime que les Canadiens doivent avoir une puberté spéciale, et ne peut pas l'aider. Les deux frères regardent un film éducatif canadien, dans lequel Terry, le Ministre de la Santé du Canada, explique que la reproduction sexuelle implique qu'une femme froute dans le visage d'un homme. Quand on lui dit hors-champ qu'il se trompe, Terry, qui tenait cette information de sa femme, va la voir et lui demande avec colère pourquoi elle lui a dit ça. Elle lui explique qu'elle était sarcastique, parce qu'il ne l'écoute jamais. Elle voulait faire une thérapie de couple pour régler le problème, mais Terry n'a jamais voulu. Tout cela est montré dans le film éducatif, qui laisse Kyle et Ike sans réponses.
Les problèmes avec Intellilink s'accumulant, M. Mackey fait venir Cody, un technicien Intellilink qui lui annonce que la seule façon de résoudre le problème est une mise à jour payante. Pour bien se faire voir de son frère, Kyle l'emmène à un spectacle sur scène de Yo Gabba Gabba!, une émission pour enfants qu'ils adorent regarder ensemble. Ike flashe sur un des personnages, Foofa, et veut lui "reluire la plotte". Il monte sur scène, se déshabille et se frotte contre elle. Le spectacle est interrompu, et les autres personnages essayent de calmer Ike. Celui-ci lui dit que Foofa est trop belle pour se limiter à des spectacles pour enfants, et l'intéressée choque ses partenaires en étant d’accord avec le petit garçon.
A l'école, Intellilink est un désastre absolu. M. Mackey ignore les critiques des élèves et de ses collègues, et s'obstine à demander de nouvelles mises à jour inutiles. Il finit par embaucher Pat Conners pour superviser le système. Mais lors de sa réunion de présentation avec le reste du corps enseignant, il lui met l'échec d'Intellilink sur le dos avant de la renvoyer. Il annonce ensuite qu'il va falloir payer la mise à jour suivante.
Ike est devenu le manager de Foofa, et cultive sa nouvelle image plus adulte et provocatrice, qui atteindra son point culminant lors de sa prestation aux MTV Video Music Awards. Ses anciens partenaire et Sinéad O'Connor tentent de dissuader Foofa de continuer sur cette voie, sans succès.
Kyle reçoit un appel du Ministre de la Santé Terry. Par erreur, Ike a reçu non pas des laxatifs mais des hormones destinée au joueur de football américain Tom Brady. Kyle apprend que le système de santé canadien est lui aussi géré par Intellilink. Kyle tente de convaincre Terry que ce programme est défectueux, mais le ministre réplique qu'il fonctionne parfaitement et qu'il a juste besoin de rodage. Il finit par se rendre compte que cette informatisation irréfléchie et imparfaite l'a rendu irascible, et a culminé avec ses problèmes conjugaux.
M. Mackey finit par ne plus supporter Intellilink, et demande au technicien la mise à jour ultime : se débarrasser du système informatique, pour retrouver un système sans erreurs. Cody arrache tous les ordinateurs muraux Intellilink, les brûle dans une poubelle puis se tire une balle dans la tête.
Aux MTV Video Music Awards, Ike demande que Kyle le laisse vivre, mais Kyle réplique que Ike est et sera toujours son petit frère qu'il traitera affectueusement, même quand Kyle aura 50 ans et Ike 45. Il continue en disant qu'il n'a rien contre le fait qu'Ike veuille grandir, tant qu'il laisse son grand frère rester à ses côtés. Ike comprend et s'adoucit. Il dit à Foofa que la rébellion est une chose naturelle, mais qu'il préfère qu'elle arrive en temps et en heure, quand il sera adolescent. Foofa, elle, ne renonce pas à sa nouvelle image et va sur scène en tenue provocante interpréter une chanson appelée Pilonne ma chatte.
Au Canada, Terry retourne vers sa femme et s'excuse de son comportement, bien qu'avouant qu'il ne s'est pas complètement débarrassé d'Intellilink pour gérer le système de santé de son pays. Les effets des hormones disparaissent chez Ike, mais alors qu'il regarde Dora l'exploratrice sur une montagne, il dit que lui aussi aimerait bien la "grimper", et parie qu'elle est "chaude de la plotte".